# Himalcoelotes diatropos
Himalcoelotes diatropos là một loài nhện trong họ Amaurobiidae.
Loài này thuộc chi Himalcoelotes. Himalcoelotes diatropos được Xin-Ping Wang miêu tả năm 2002.